# Yếu tố sigma

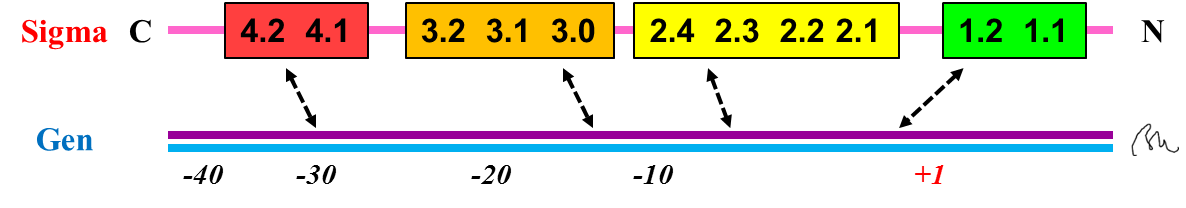
Sơ đồ các miền của một yếu tố sigma.

Yếu tố Sigma (IPA theo tiếng Anh: /ˈsɪgmə/, tiếng Việt: xích-ma hay đôi khi là zíc-ma) là một prôtêin cần thiết đảm bảo cho quá trình khởi đầu phiên mã ở sinh vật nhân sơ xảy ra được. Prôtêin này là một yếu tố góp phần chuẩn bị ngay trước khi quá trình phiên mã của vi khuẩn khởi đầu, giúp enzym RNA pôlymêraza (Pol) liên kết với vùng khởi động (promoter) của gen và bắt đầu tiến hành giai đoạn 1 (khởi đầu) của phiên mã. Bởi vậy, yếu tố sigma thuộc nhóm yếu tố tiền khởi đầu phiên mã - trong sinh học phân tử gọi nhóm này là yếu tố phiên mã chung (GTF). Thuật ngữ "yếu tố sigma" dịch từ nguyên gốc tiếng Anh sigma factor (phát âm Quốc tế: /ˈsɪgmə ˈfæktə/).  Trong đó từ "sigma" lấy ở tiếng Hy Lạp là "σίγμα" (xích-ma), tên của chữ cái  σ (viết thường) và Σ (viết hoa). Do đó, còn được viết tắt là σ factor.

## Chức năng
Trong quá trình nghiên cứu sự phiên mã của trực khuẩn E. coli, các nhà khoa học đã nhận thấy rằng ở vi khuẩn này, thì Pol (RNA pôlymêraza) tuy tự nhận biết được trình tự TATA ở vùng khởi động của gen, nhưng lại không tự khởi đầu phiên mã được, nếu không có σ (yếu tố sigma). Chức năng cơ bản của nó tóm tắt như sau., 
- σ không chỉ giúp Pol liên kết với vùng khởi động của gen Pol cần xúc tác, mà nó còn giúp đoạn gen ở vùng này bị ức chế sự liên kết nội phân tử, nói nôm na là làm đoạn DNA ở đây dãn ra nhiều hơn để Pol "chen" vào khởi đầu phiên mã.
- σ liên kết vào trình tự TATA cùng với RNA-pôlymêraza, họp thành phức hợp được gọi là hôlô-enzym RNA-pôlymêraza (RNA polymerase holoenzyme). Trong mỗi hôlô-enzym này, thì chỉ có 1 yếu tố sigma, gọi là 1 một tiểu đơn vị.
- σ có chức năng tương đồng với yếu tố phiên mã B và yếu tố TFIIB ở nhân thực (xem thêm ở trang Yếu tố phiên mã chung).
- σ là yếu tố tiền khởi đầu phiên mã (PIC) duy nhất để "khởi động" RNA-pôlymêraza.
- Về chức năng, thì σ có hai chức năng chính: 
  - Hướng lõi của Pol đến đúng vùng khởi động của gen tại vị trí bắt đầu +1 của phiên mã,
  - Hỗ trợ tách DNA xoắn kép và kết hợp với Pol thành "bóng phiên mã" (xem thêm ở trang Yếu tố phiên mã chung).

## Cấu tạo
- Yếu tố sigma ở dạng tuyến tính là một chuỗi pôlypeptit được chia thành 4 miền:[6]

```
C
-terminus --------------------- 
N
-terminus
                    4    3    2    1
```

- Mỗi miền có thể còn được chia nhỏ hơn, chẳng hạn miền 2 gồm 2.1, 2.2, v.v. Mỗi miền có chức năng khác nhau, ví dụ:
  - Miền 1.1 liên quan đến việc đảm bảo yếu tố sigma sẽ chỉ liên kết với chất xúc tác khi nó được tạo phức với Pol.
  - Miền 2.4 nhận và liên kết với trình tự −10 của vùng khởi động trên gen (trình tự TATA).
  - Miền 4.2 nhận ra và liên kết với trình tự −35 ở vùng khởi động.
  - Miền 1 là chính, chịu trách nhiệm cho phần lớn "công việc" trong khởi đầu phiên mã, còn miền 2-4 thực hiện các chức năng chuyên biệt hơn như phản ứng căng thẳng
- Mỗi miền chính được mô tả ở hình 2 - 6. Yếu tố sigma có nhiều cấu tạo khác nhau, mỗi loại được đặt tên theo khối lượng phân tử (đo bằng Da). Ví dụ σ70 là yếu tố sigma có trọng lượng phân tử 70 kDa thường gặp ở trực khuẩn E. coli. Do đó, các miền thường gọi tắt chẳng hạn σ1, σ2...; còn các miền phụ được gọi là σ1.1, σ1.2...
- Vị trí liên kết hoặc tác động chính của các miền của yếu tố sigma trên DNA được mô tả ở hình 1.[7]

## Chu kỳ
Trước đây, người ta cho rằng yếu tố sigma bắt buộc phải rời khỏi lõi enzyme sau khi phiên mã khởi sự, rồi nó có thể liên kết với một lõi enzyme khác, tham gia bắt đầu phiên mã ở vị trí khác. Một thời gian sau sẽ bị tế bào phân hủy.
Tuy nhiên, Richard Ebright và các đồng nghiệp, sử dụng phương pháp cộng hưởng huỳnh quang đã chỉ ra rằng yếu tố sigma không bắt buộc phải rời khỏi lõi, mà nó chỉ thay đổi chỉ số liên kết với lõi. Do đó, yếu tố sigma có nội chu kỳ trong cùng một enzym: nó chỉ thay đổi trạng thái liên kết từ mạnh trong giai đoạn khởi sự, sang trạng thái liên kết yếu trong quá trình kéo dài.